# El Haouaria
El Haouaria (in arabo: الهوارية) è una municipalità del governatorato di Nabeul, in Tunisia. Si trova nell'estremità nord-orientale della penisola di Capo Bon, a 120 km da Tunisi e 80 km dalla Sicilia. Al 2004 la città conta 9.273 abitanti.